# ÖBB X629.9

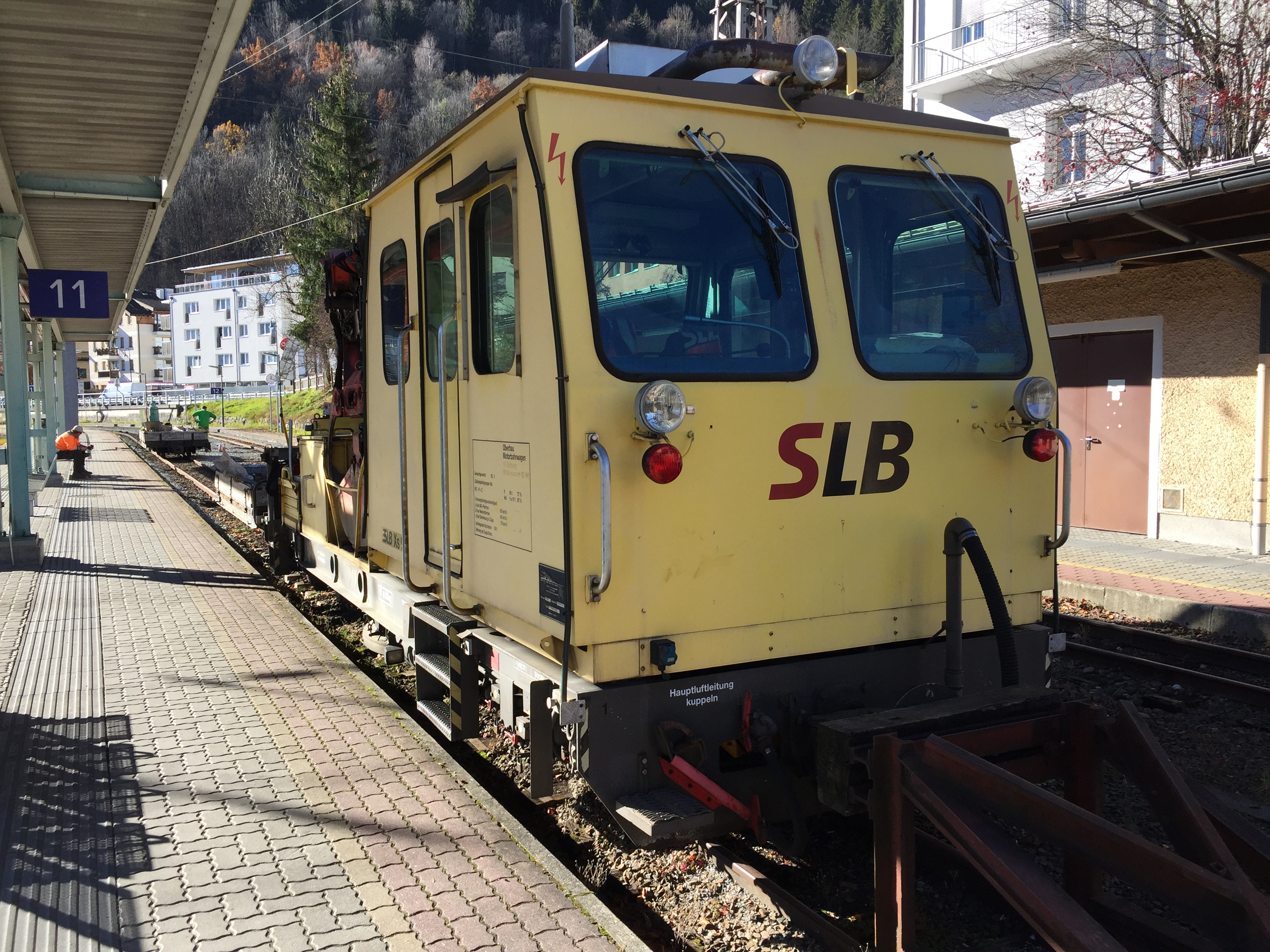
SLB Xs 91 (ex ÖBB X629.902) am Bahnhof Zell am See, November 2018

Die ÖBB X629.9 stellt eine Bahndienstfahrzeug-Reihe der Österreichischen Bundesbahnen dar.

## Geschichte
Da zur Wartung der Schmalspurbahnen der Österreichischen Bundesbahnen nur das Bahndienstfahrzeug X627.951 zur Verfügung stand und ansonsten nur kleine Draisinen für Wartungsarbeiten eingesetzt werden konnten, entschlossen sich die ÖBB, zwei neue Fahrzeuge bei Plasser & Theurer zu beschaffen. Die Fahrzeuge sollten eine maximale Achslast von 8,5 t aufweisen. Das erste Fahrzeug wurde im November 1993 abgeliefert, da es eine Achslast von 10 t aufwies und somit nicht auf der Pinzgaubahn eingesetzt werden konnte, verweigerten die ÖBB die Abnahme. Das Bahndienstfahrzeug wurde an den Hersteller überstellt, der es mit aufwändigen Umbauarbeiten schaffte, dass das Fahrzeug den seitens der ÖBB gewünschten Anforderungen entsprach. Danach wurde es abgeliefert – ein Jahr später erfolgte die Ablieferung des zweiten Fahrzeugs. Die ÖBB reihten die Fahrzeuge, bei denen es sich um Schmalspur-Varianten des OBW 9 handelt, als X629.901 und 902 in den Bestand ein.

## Technische Merkmale
Die Bauform der Reihe X629.9 entspricht im Großen und Ganzen jener der OBW 9-Familie, die Fahrzeuge wurden lediglich kleiner dimensioniert. Beide Fahrzeuge verfügen über einen Ladekran, in dessen Nähe die Antriebsanlage untergebracht ist. Die Antriebsanlage entspricht jener der Reihe X629, die Motorleistung wurde allerdings um 47 kW erhöht. Die beiden X629.9er verfügen über eine Druckluftbremse, eine Saugluftbremse und eine Federspeicherbremse.

## Einsatz
X629.901 ist auf der Mariazellerbahn beheimatet, X629.902 befand sich auf der Pinzgaubahn und wurde von der SLB Pinzgauer Lokalbahn als Xs 91 übernommen. Beide Fahrzeuge werden für Bau- und Wartungsarbeiten eingesetzt.